# Aéroport international de Calgary
L'aéroport international de Calgary (en anglais : Calgary International Airport) (code IATA : YYC • code OACI : CYYC) est situé à Calgary dans la province de l'Alberta au Canada.
L'aéroport offre des vols réguliers quotidiens sans escale vers les grandes villes du Canada, de l'Europe et des États-Unis. L'aéroport est exploité par l'administration aéroportuaire de Calgary.
Le 30 décembre 2013, Radio-Canada annonce que l'aéroport de Calgary devient le troisième aéroport du pays en nombre de passagers (selon l'année 2013), comptant 12,5 millions de passagers par année. Il est nettement surpassé par Montréal en 2016 (16,6 millions de passagers à Montréal).
Il est aussi le troisième pour les mouvements les vols d'aéronefs, avec 246 370 mouvements d'avions en 2008. De plus, cet aéroport comprend à la fois la plus longue piste d'atterrissage du Canada, mais aussi la plus haute tour de contrôle du pays.

## Accessibilité
L'aéroport de Calgary est accessible en voiture par la sortie 266 de la Route 2, via la Airport Road. Il était possible de rejoindre l'aéroport par Barlow Trail et McCall Way, mais ces routes ont été fermées, ce qui rallonge un peu le trajet.
La ligne 300 de Calgary Transit est une ligne de bus express reliant l'aéroport au centre-ville de Calgary via Centre Street North ; il est nécessaire d'acheter un pass journalier de 11,25 $ pour prendre ce bus, à l'automate près de l'arrêt de bus ou au Mac's du hall A. Des bus relient également l'aéroport aux destinations de montagne comme Banff (Brewster transportation et Banff Airporter).
Il est également possible de prendre le taxi vers le centre-ville de Calgary pour environ 40 $.

## Situation de l'aéroport
L'aéroport est situé à 10,5 kilomètres à vol d'oiseau au nord-nord-est du centre-ville de la métropole albertaine, et à un peu plus de 14 kilomètres de route du centre-ville également.

### Carte des aéroports du Réseau National du Canada
| \| 300 km1:20 691 000 \| Calgary Charlottetown Edmonton Fredericton Gander Moncton Halifax Iqaluit Kelowna London Montréal–Mirabel Montréal–Trudeau Ottawa Prince George Québec Regina Saint-Jean Saskatoon Saint-Jean de T.-N. Thunder Bay Toronto Pearson Vancouver Victoria Whitehorse Winnipeg Yellowknife |
| 300 km1:20 691 000 |

## Statistiques
Le graphique qui aurait dû être présenté ici ne peut pas être affiché car il utilise l'ancienne extension Graph, désactivée pour des questions de sécurité. Des indications pour créer un nouveau graphique avec la nouvelle extension Chart sont disponibles ici.

Voir la requête brute et les sources sur Wikidata.

### Zoom sur l'impact du covid de 2019-2020
Le graphique qui aurait dû être présenté ici ne peut pas être affiché car il utilise l'ancienne extension Graph, désactivée pour des questions de sécurité. Des indications pour créer un nouveau graphique avec la nouvelle extension Chart sont disponibles ici.

Voir la requête brute et les sources sur Wikidata.

## Terminal

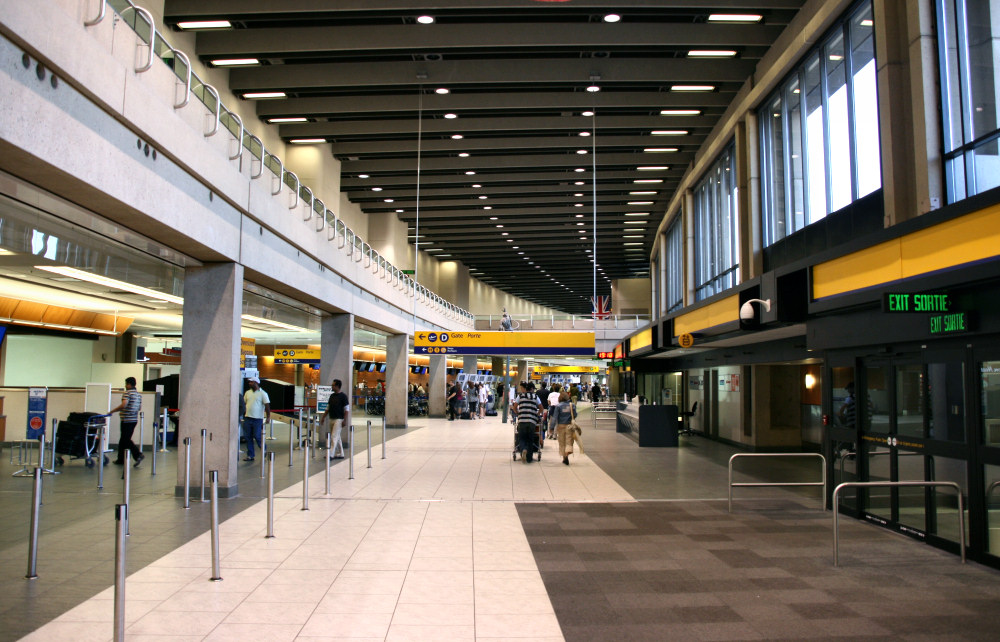
L'intérieur du terminal de YYC.

Le terminal de l'aéroport possède 4 halls, et parmi ceux-ci, un est subdivisé en 2 ailes, une aile pour les vols internationaux et une autre pour les vols internationaux vers les États-Unis uniquement. Les plans pour une cinquième section sont élaborés.
La structure fut désignée par Stevenston, Raines, Barret, Hutton, Seton et Partners, et fut complétée en 1977.

### Hall A

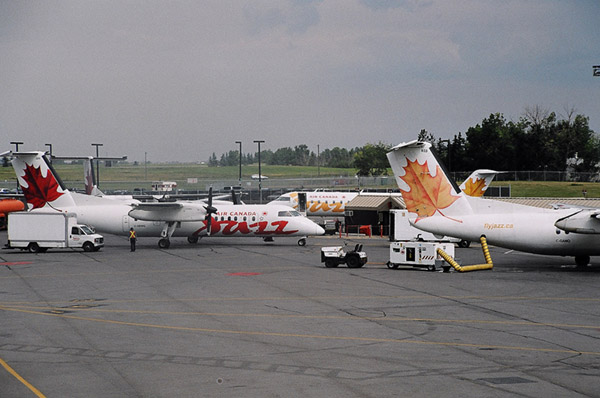
Un avion d'Air Canada Jazz dans le Hall A

Comprenant les portes 1 à 19, le Hall A est majoritairement utilisé pour des vols intérieurs canadiens, quoique des vols vers les États-Unis et d'autres vols internationaux partent quelquefois des portes du Hall A. Toutefois, puisque cette section n'est pas connectée à l'Agence des Services Frontaliers du Canada, seulement des vols intérieurs arrivent au Hall A. Les portes 1 à 8 sont des entrées piétonnes dans l'avion, et utilisées pour des vols Air Canada Express (excluant les vols opérant sur le CJR 705) et tous les vols Central Mountain Air. Les portes 9 à 19 sont des entrées normales, utilisées par Air Canada et Air Canada Express. Le salon de la feuille d'érable d'Air Canada est situé immédiatement après la sécurité dans le Hall A. Le Hall A possède 5 lignes de sécurité permettant l'accès au Hall A, mais aussi au Hall B.

### Hall B
Les portes 20 à 28 sont des portes appartenant au Hall B, mais aussi au Hall C. Tous les vols en provenance des États-Unis appartiennent au Hall C (portes 20 à 34), tandis que tous les vols canadiens et internationaux appartiennent au Hall B. Les Halls A et B sont reliées ensemble par une voie piétonnière, juste après la sécurité. Le Hall B est utilisé par des vols intérieurs d'Air Canada et Air Canada Express, arrivées et départs ; Air Canada utilise aussi ce Hall pour des départs et arrivées de vols internationaux. Pour les vols intérieurs et internationaux, les passagers utilisent la sécurité du Hall A. Les lignes de sécurité du Hall B furent fermées en 2011, alors que l'équipement fut transféré aux lignes de sécurité du Hall C.

### Hall C
Les portes 20 à 34 sont des portes interchangeables. Les portes 31 à 34 changent entre les Halls C et D. Le Hall C possède 6 lignes de sécurité après la section américaine. Celui-ci est utilisé seulement pour des vols américains. Il contient aussi le salon Calgary Rocky Mountain de Servisair .

### Hall D

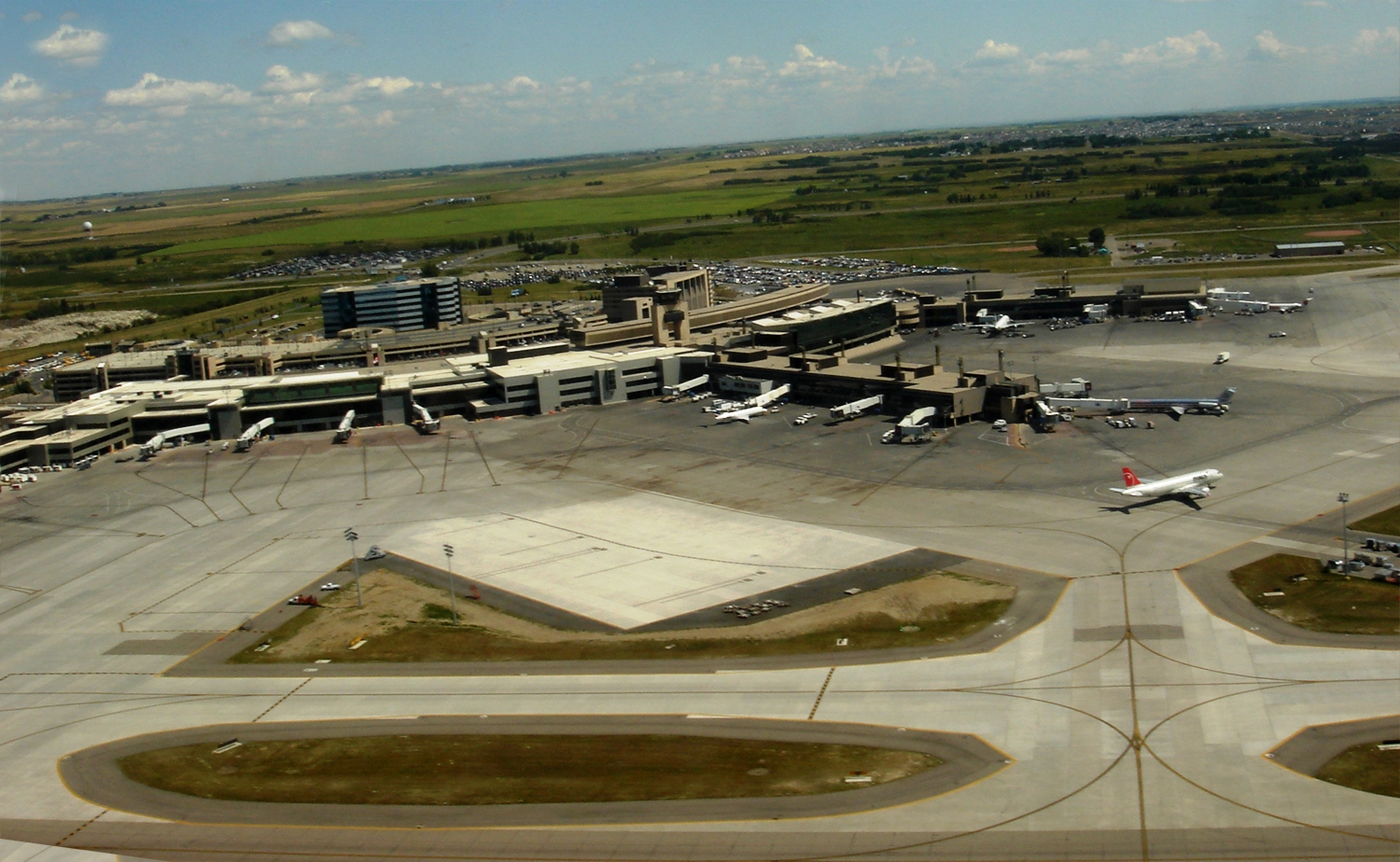
Une vue complète du terminal, avec le Hall A à la droite, et le Hall D à la gauche. Cette image pointe vers l'est.

Les portes 31 à 50 occupent le Hall D. Les portes 31 à 34, comme mentionné plus tôt, sont interchangeables, et peuvent servir pour le Hall C, soit pour les vols américains. Une nouvelle porte d'opération régionale fut ajoutée, s'étendant de la porte 35, facilitant WestJet Encore. Les portes 41, 42, 43 et 44 peuvent être utilisées pour des arrivées et des départs internationaux. Il y a actuellement 5 lignes de sécurité dédiées au Hall D. Ce Hall contient aussi le salon le salon Calgary Chinook de Serviceair .

### Terminal International
Quand il sera construit, le nouveau terminal international contiendra 22 portes ; incluant 2 portes pour accueillir l'Airbus A380. Le projet sera terminé en octobre 2015, et est présentement en construction.

## Pistes

### Piste 17L/35R
La piste 17L/35R est la piste principale de l'aéroport. Elle est d'une orientation nord/sud. Elle mesure 4 267 mètres, et est large de 60 mètres. Elle est devenue la plus longue piste du Canada à son ouverture en 2014.

### Piste 17R/35L
La piste 17R/35L est l'une des pistes principales de l'aéroport. Elle est d'une orientation nord/sud. Elle mesure 3 863 mètres, et est large de 60 mètres. Elle était la plus longue piste du Canada avant la construction de la 17L/35R.

### Piste 11/29
Elle mesure 2 428 mètres et possède une largeur de 60 mètres. Elle est orientée ouest-nord-ouest/est-sud-est, et est l'une des deux pistes accueillant les avions venant de l'ouest ou de l'est.

### Piste 08/26
Elle mesure 1 890 mètres de longueur et 45 mètres de large, et accueille également les avions venant de l'ouest, de l'est, et majoritairement du Canada.

## Compagnies et destinations
| Compagnies           | Destinations | Refs   |
| -------------------- | --- | ------ |
| Air Canada           | Londres-Heathrow, Montréal (P.-E.-Trudeau), Newark-Liberty, Ottawa (Macdonald-Cartier), Toronto (Pearson), Vancouver En saison : Delhi-Indira Gandhi | [ 5 ]  |
| Air Canada Express   | Edmonton, Fort McMurray, Grande Prairie, Kelowna, Winnipeg (J. A. Richardson) | [ 5 ]  |
| Air North            | Edmonton, Whitehorse (E. Nielsen) | [ 6 ]  |
| Alaska Airlines      | Seattle-Tacoma | [ 7 ]  |
| American Airlines    | Dallas-Fort Worth En saison : Charlotte-Douglas, Chicago-O'Hare, Charlotte-Douglas, New York-LaGuardia | [ 8 ]  |
| American Eagle       | En saison : Chicago-O'Hare | [ 8 ]  |
| Central Mountain Air | Prince George | [ 9 ]  |
| Condor               | En saison : Francfort | [ 10 ] |
| Delta Air Lines      | Minneapolis-Saint-Paul | [ 11 ] |
| Delta Connection     | Salt Lake City | [ 11 ] |
| Discover Airlines    | Francfort En saison: Munich-F. J. Strauß |        |
| Edelweiss Air        | En saison : Zurich | [ 12 ] |
| Flair Airlines       | Abbotsford, Kelowna, Waterloo (en), Toronto (Pearson), Vancouver, Victoria (International), Winnipeg (J. A. Richardson) En saison: Cancún, Puerto Vallarta | [ 13 ] |
| KLM                  | Amsterdam | [ 14 ] |
| Porter Airlines      | Hamilton, Montréal (P.-E.-Trudeau), Ottawa (Macdonald-Cartier), Toronto (Pearson) |        |
| United Airlines      | Chicago-O'Hare, Denver, Houston-George Bush, San Francisco | [ 15 ] |
| United Express       | Denver, San Francisco | [ 15 ] |
| WestJet              | - Abbotsford, - Atlanta H.-Jackson, - Boston Logan, - Cancún, - Chicago-O'Hare, - Comox, - Edmonton, - Fort Lauderdale-Hollywood, - Halifax (Stanfield), - Hamilton, - Honolulu, - Houston-George Bush, - Kahului, - Kelowna, - Waterloo (en), - Las Vegas-Harry-Reid, - Liberia-D.-Oduber, - Londres-Heathrow, - London (Ontario), - Los Angeles, - Mexico-B. Juárez - Minneapolis-Saint-Paul - Moncton (Roméo-LeBlanc), - Montréal (P.-E.-Trudeau), - Nanaimo, - New York-John F. Kennedy, - Santa Ana-J. Wayne, - Orlando, - Ottawa (Macdonald-Cartier), - Palm Springs, - Paris-Charles de Gaulle, - Phoenix-Sky Harbor, - Puerto Vallarta, - Punta Cana, - Régina, - San Diego, - San Francisco, - Los Cabos, - Saskatoon, - Seattle-Tacoma, - Saint-Jean (Terre-Neuve), - Tampa, - Tokyo-Narita, - Toronto (Pearson), - Vancouver, - Varadero-J.-G.-Gómez, - Victoria (International), - Winnipeg (J. A. Richardson) - Yellowknife En saison : - Anchorage-T.-Stevens, - Austin-Bergstrom , - Barcelone-El Prat, - Belize City-P. S. W. Goldson, - Charlottetown, - Cozumel (débute le 20 décembre 2025), - Deer Lake (TN et L), - Denver, - Détroit, - Dublin, - Édimbourg, - Frédéricton, - Guadalajara-M. Hidalgo y Costilla (débute le 7 décembre 2025), - Huatulco, - Ixtapa/Zihuatanejo, - Kahului, - Loreto, - Manzanillo, - Mazatlán, - Montego Bay-Donald Sangster, - Nashville, - Nassau L. Pindling, - Panama-Tocumen (débute le 13 décembre 2025), - Portland, - Puerto Plata - Gregorio Luperón (débute le 14 décembre 2025), - Québec (Jean-Lesage), - Raleigh-Durham, - Reykjavik-Keflavík, - Rome Léonard-de-Vinci/Fiumicino, - Séoul-Incheon, - Sudbury, - Sydney (J.A. Douglas), - Tepic (débute le 13 décembre 2025), - Thunder Bay, - Tulum, - Washington-Dulles, - Whitehorse (E. Nielsen), - Windsor | [ 18 ] |
| WestJet Encore       | - Abbotsford, - Brandon, - Comox, - Cranbrook, - Edmonton, - Fort McMurray, - Fort St. John, - Grande Prairie, - Kamloops, - Kelowna, - Lethbridge - Medicine Hat, - Nanaimo - Penticton, - Prince George, - Régina, - Saskatoon, - Terrace-Kitimat, - Victoria (International), En saison : Seattle-Tacoma, Yellowknife | [ 18 ] |

Édité le 10/04/2025

## Plan de l'aéroport

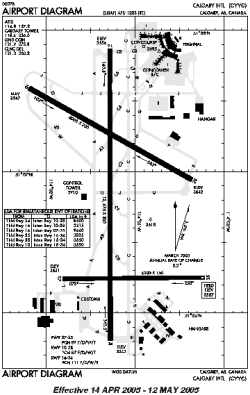
Plan des pistes et de l'aéroport.